# إرين بارتليت
إرين بارتليت (بالإنجليزية: Erinn Bartlett)‏ هي عارضة ومتسابقة ملكة الجمال وممثلة أمريكية، ولدت في 26 فبراير 1973 في الولايات المتحدة.

## أعمال

### أفلام
- (1999) بحر أزرق عميق[5]
- (2001) هال السطحي[6]

### مسلسلات
- ميامي
- كيف قابلت أمكما

## وصلات خارجية
- إرين بارتليت على موقع IMDb (الإنجليزية)
- إرين بارتليت على موقع ألو سيني (الفرنسية)
- إرين بارتليت على موقع أول موفي (الإنجليزية)
- إرين بارتليت على موقع قاعدة بيانات الأفلام السويدية (السويدية)
- إرين بارتليت على موقع إن إن دي بي (الإنجليزية)
- إرين بارتليت على موقع قاعدة بيانات الفيلم (الإنجليزية)
- إرين بارتليت على موقع كينوبويسك (الروسية)